# Omecihuatl
Omecihuatl, est la déesse de la théogonie dans la mythologie aztèque, elle habitait dans le treizième ciel.
Cette divinité est l'essence féminine du dieu créateur Ometeotl, elle est la déesse du paradis céleste.
Après avoir eu un grand nombre d'enfants, elle accouche d'une pierre, que ses autres enfants jettent sur la Terre, où elle se brise en morceaux. Il en sort seize mille héros. Ceux-ci, connaissant leur noble origine, et voyant que personne ne peut les servir, le genre humain étant détruit par les ouragans, envoient une ambassade à la déesse Omecihuatl, pour la prier de leur accorder le pouvoir de créer des hommes pour les servir. Celle-ci leur répond que, s'ils avaient des sentiments plus élevés, ils chercheraient à mériter d'être reçus dans le ciel ; mais que, puisqu'ils consentaient à habiter la Terre, il faut aller trouver Mictlantecuhtli, dieu de l'enfer, et en obtenir un os des humains dont sortira un homme et une femme qui en produiront d'autres lorsqu'ils l'auront couvert de leur sang.
Elle les avertit en même temps de se défier de Mictlantecuhtli, qui, après avoir accordé l'objet de leur demande, pourrait bien s'en repentir. Quetzalcóatl, un de ces héros, se met en route pour exécuter ces ordres, et pénètre dans les abîmes. Mictlantecuhtli lui accorde sa demande, mais à peine Quetzalcóatl mis en route avec l'os qu'il a obtenu, que le dieu de l'enfer, se repentant de sa condescendance, comme Omecihuatl l'avait prévu, se met à sa poursuite pour le lui reprendre.
Quetzalcóatl tombe en hâtant sa course, et l'os se brise en plusieurs morceaux : il a cependant le temps de les ramasser, et échappe à Mictlantecuhtli, qui le poursuit jusqu'à la surface de la Terre. Il se rend en toute hâte à l'endroit où ses frères l'attendent. Ils réunissent dans un vase les fragments d'os apportés, les arrosent du sang qu'ils se tirent des différentes parties du corps. Le quatrième jour, il en sort un garçon, et trois jours plus tard une fille, qui sont les premiers parents de la race humaine actuelle. C'est parce que l'os a été brisé en plusieurs morceaux que les hommes n'ont plus la haute stature qu'ils avaient autrefois, et qu'ils sont d'une taille inégale. C'est aussi en souvenir de cet événement que les hommes sacrifient aux dieux en se tirant du sang des différentes parties du corps.

## Hommage
Omecihuatl est l'une des 1 038 femmes dont le nom figure sur le socle de l'œuvre contemporaine The Dinner Party de Judy Chicago. Elle y est associée à la Déesse primordiale, première convive de l'aile I de la table.